# AZS Politechnika Lubelska
Klub Uczelniany Akademickiego Związku Sportowego Politechnika Lubelska (skrót AZS Politechnika Lubelska) - stowarzyszenie sportowe działające na Politechnice Lubelskiej, które zajmuje się organizacją zajęć i zawodów sportowych głównie dla studentów.

## Działalność
AZS Politechnika Lubelska to drugi pod względem wielkości klub akademicki w województwie lubelskim - po AZS UMCS Lublin. Od 2021 roku liczy dwie sekcje wyczynowe - unihokeja i tenisa stołowego. Studenci Politechniki Lubelskiej reprezentują swoją uczelnie w rozgrywkach państwowych:
- Ekstraligi unihokeja mężczyzn
- I Ligi tenisa stołowego kobiet
- II Ligi tenisa stołowego mężczyzn

Ponadto klub współpracuje z drużyną Feniks Lublin, która występuje na parkietach III Ligi piłki siatkowej kobiet.

## Sekcje sportowe [akademickie]
AZS Politechnika Lubelska ma 21 sekcji sportowych:
- badminton
- brydż sportowy
- ergometr wioślarski
- futsal/piłka nożna kobiet
- kick-boxing
- kolarstwo górskie
- koszykówka kobiet
- koszykówka mężczyzn
- lekkoatletyka
- piłka nożna/futsal mężczyzn
- piłka ręczna kobiet i mężczyzn
- piłka siatkowa kobiet
- piłka siatkowa mężczyzn
- pływanie
- szachy
- tenis stołowy
- tenis ziemny
- trójbój siłowy
- unihokej
- wspinaczka sportowa
- żeglarstwo